# Forficula lesnei

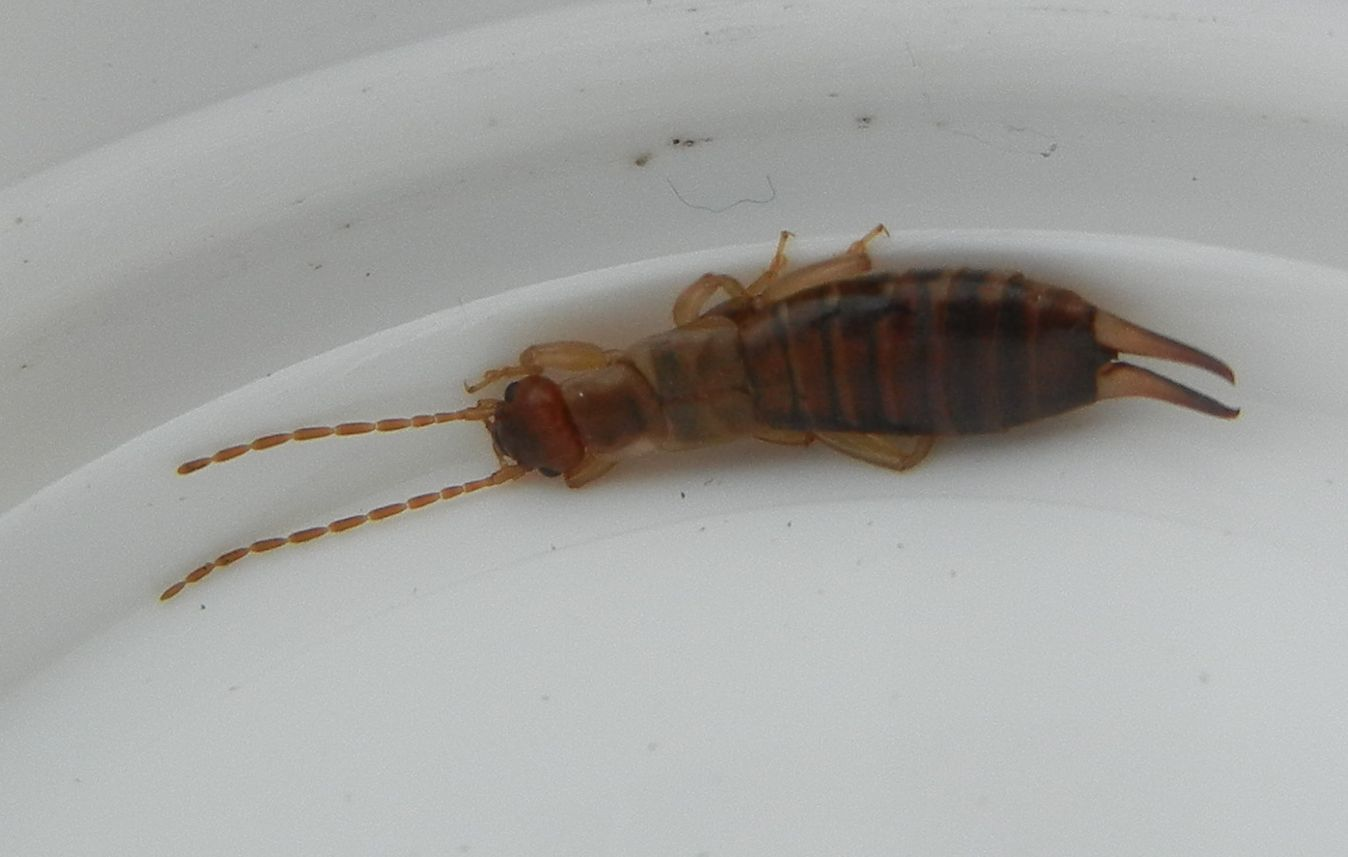
Weibchen

Forficula lesnei ist eine Art der zu den Insekten gehörenden Ohrwürmer. Sie lebt in Westeuropa, vom Süden Großbritanniens und Irlands bis nach Portugal.

## Merkmale
Die Körperlänge der Männchen beträgt mit Forceps (Zange) 10–14 mm und die der Weibchen mit Forceps 9–12 mm. Ohne Zange wird die Länge mit 6–8 mm angegeben.
Männchen
Der Kopf der Männchen ist rötlichbraun, die Antennen hellbraun. Pronotum, Elytren, Beine und Forceps sind gelblich, die Abdominalsegmente dunkel rötlichbraun. Die Augen sind relativ klein. Die Elytren sind länger als das Pronotum. Die Hinterflügel fehlen vollständig, somit ist die Art flugunfähig. Das Pygidium ist kurz und zum Ende hin breit gerundet. Die Zange ist lang und an der Basis abgeflacht. An der Basis bildet die Zange einen rechteckigen Hohlraum zwischen den beiden Ästen, der zum Ende hin glatt oder mit einem stumpfen Zahn endet. Davor ist die Zangenbasis unregelmäßig gekerbt. Zum Ende hin ist die Zange stark gekrümmt. Der flache basale Teil der Cerci (Forceps, Zange) macht etwa die Hälfte der Länge aus.
Weibchen
Die Weibchen ähneln den Männchen, jedoch ist die Zange einfach geformt, gerade und verjüngt sich konstant.
Nymphen
Die Nymphen ähneln denen von Apterygida albipennis und Guanchia pubescens.

## Verwechslungsarten
Es gibt mehrere sehr ähnliche Verwechslungsarten, die sich häufig durch das Verbreitungsgebiet abgrenzen lassen:
In Frankreich und auf der Iberischen Halbinsel kann die Art mit der sehr ähnlichen Guanchia pubescens verwechselt werden. Die Männchen dieser Art besitzen im Schnitt noch längere Forcepsbasen (breiter Teil des körpernahen Bereichs der Zangen). Außerdem enden die Forcepsbasen bei ihnen mit einem spitzen Zahn. Beide Geschlechter besitzen eine stärkere Behaarung, vor allem die Setae (Härchen) auf dem Körper sind deutlicher ausgeprägt. Da beide Arten jedoch stärker behaart sind als beispielsweise F. decipiens ist eine Unterscheidung dennoch oftmals schwierig. Insbesondere die Weibchen sehen sich extrem ähnlich. Forficula lesnei ist etwas größer als Guanchia pubescens.
Im Süden Frankreichs kann die Art mit der sehr nah verwandten Forficula decipiens verwechselt werden. Bei den Männchen sind die Forcepsbasen dieser Art jedoch deutlich kürzer – sie machen nur ein Drittel statt der Hälfte der Zange aus. Zudem ist F. lesnei stärker behaart als F. decipiens, der praktisch kahl ist. Die Weibchen beider Arten sehen sich ansonsten sehr ähnlich.
Im Südosten Großbritanniens und in den östlichen Bereichen des französischen Verbreitungsgebiets kann die Art mit dem Gebüschohrwurm (Apterygida albipennis) verwechselt werden. Die Männchen unterscheiden sich hier deutlich in der Form ihrer Zangen. Auch die Weibchen unterscheiden sich in der Zangenform, da diese kürzer und die Basis der Zangen bei A. albipennis dünner geformt ist. Zudem ist der Gebüschohrwurm häufig etwas heller und gleichmäßiger gefärbt als F. lesnei.
Häufig wird die Art von Laien auch mit dem Gemeinen Ohrwurm (Forficula auricularia) verwechselt, obwohl sich die beiden Arten deutlich unterscheiden. Bei F. auricularia ragen die hellen Hinterflügel deutlich unter den Elytren hervor, zudem ist die Basis der männlichen Zangen kürzer und F. auricularia wird größer.

## Verbreitung
Forficula lesnei ist in Westeuropa verbreitet und hat ein atlantisches Verbreitungsgebiet. Das Vorkommen erstreckt sich von Großbritannien und Irland bis Portugal. In Großbritannien kommt die Art nur in der südlichen Hälfte vor, nördlich bis Wales und Mittelengland und nur in Einzelfällen noch weiter nördlich, wie bei Manchester. In Irland gibt es nur sehr wenige Funde entlang der Südküste, bei Dungarvan und Carrick-on-Suir. Auf dem Festland Europas zieht sich das Areal vom Westen Frankreichs bis auf die Iberische Halbinsel. In Frankreich lebt die Art in der Bretagne, Normandie, Pays de la Loire, Centre-Val de Loire und Nouvelle-Aquitaine, eventuell auch bis in den Südwesten Okzitaniens. Auf der Iberischen Halbinsel lebt die Art entlang der Atlantikküste Spaniens und in Portugal, hier südlich etwa bis Lissabon. In Spanien, Nordportugal, Nordwestfrankreich und Großbritannien dringt die Art auch etwas weiter Richtung Inland vor, sie ist nicht auf Küstengebiete beschränkt. Durch die Folgen der globalen Erwärmung weitet die Art ihr Verbreitungsgebiet allmählich Richtung Norden aus.
In Großbritannien wurde die Art primär auf basenreichen Böden gefunden. Habitate sind beispielsweise von Waldrebe überwucherte Weißdorn-Gebüsche.

## Lebensweise
Typisch für europäische Ohrwürmer ist die Art vor allem von Frühling bis Herbst zu finden, mit einem Höhepunkt vom Sommer bis zum Frühherbst.